# 胡忠 (1902年)

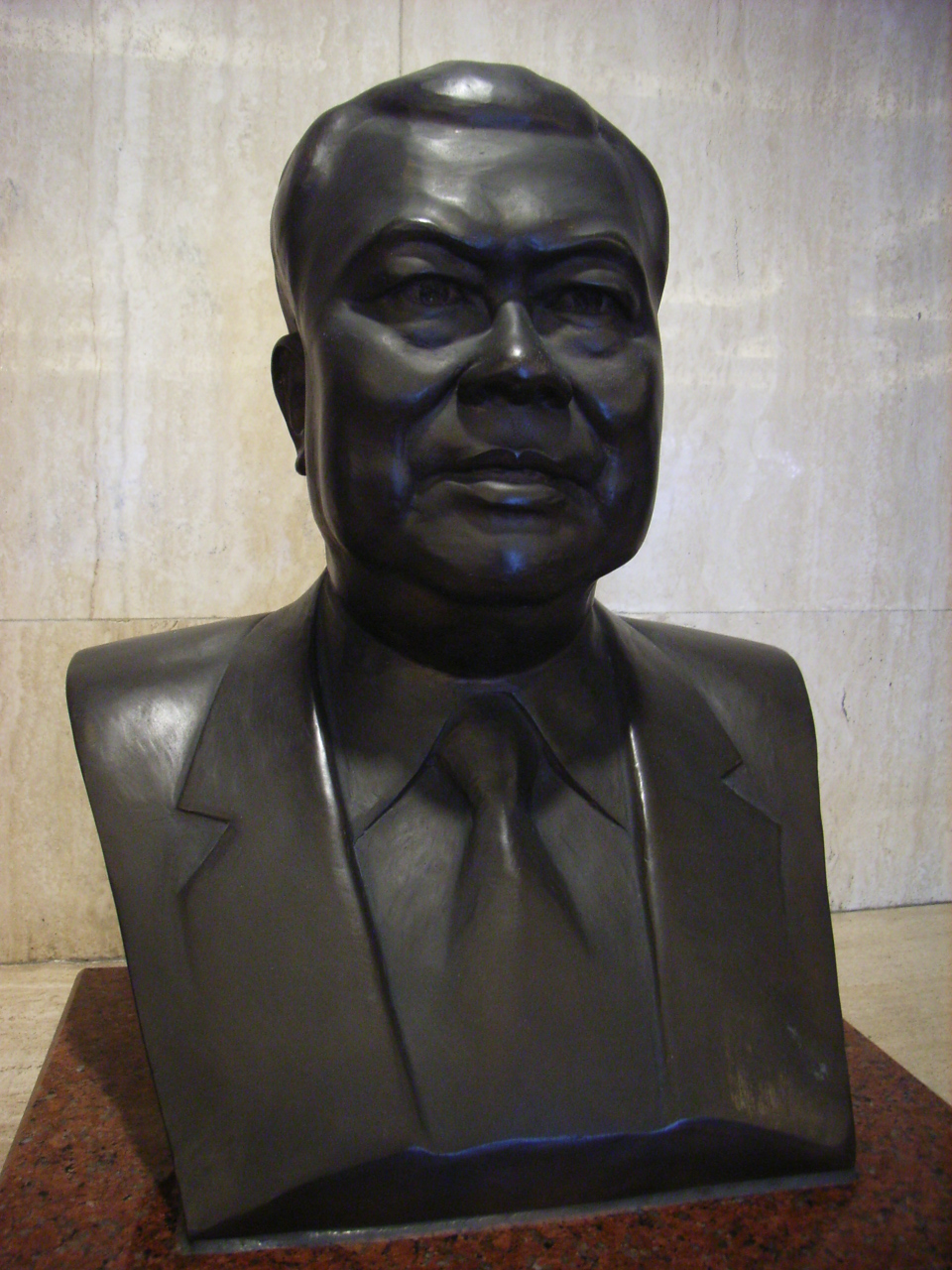
胡忠塑像

胡忠（1902年—1991年7月30日），男，生於香港薄扶林村，原籍廣東花縣，香港的士商人。

## 生平
父親胡社生以務農為生。在1921年，父親去世，胡忠開始當計程車和貨車司機為生，歷久賺得了一家8輛二手車的士公司。1934年，擁有12輛新的士並與友人鄭中均合資新的士公司。到1940年代初，已經有40多輛的士。在1960年代中期，胡忠成為香港的士大王，佔有全香港總數5成的士。在1960年代中期，胡忠開始投資房地產。1991年7月30日晚上10時45分，胡忠因心血系統疾患突發逝世，終年89歲，8月10日於香港殯儀館出殯，遺體奉移柴灣佛教墳場土葬。

## 以其命名之事物

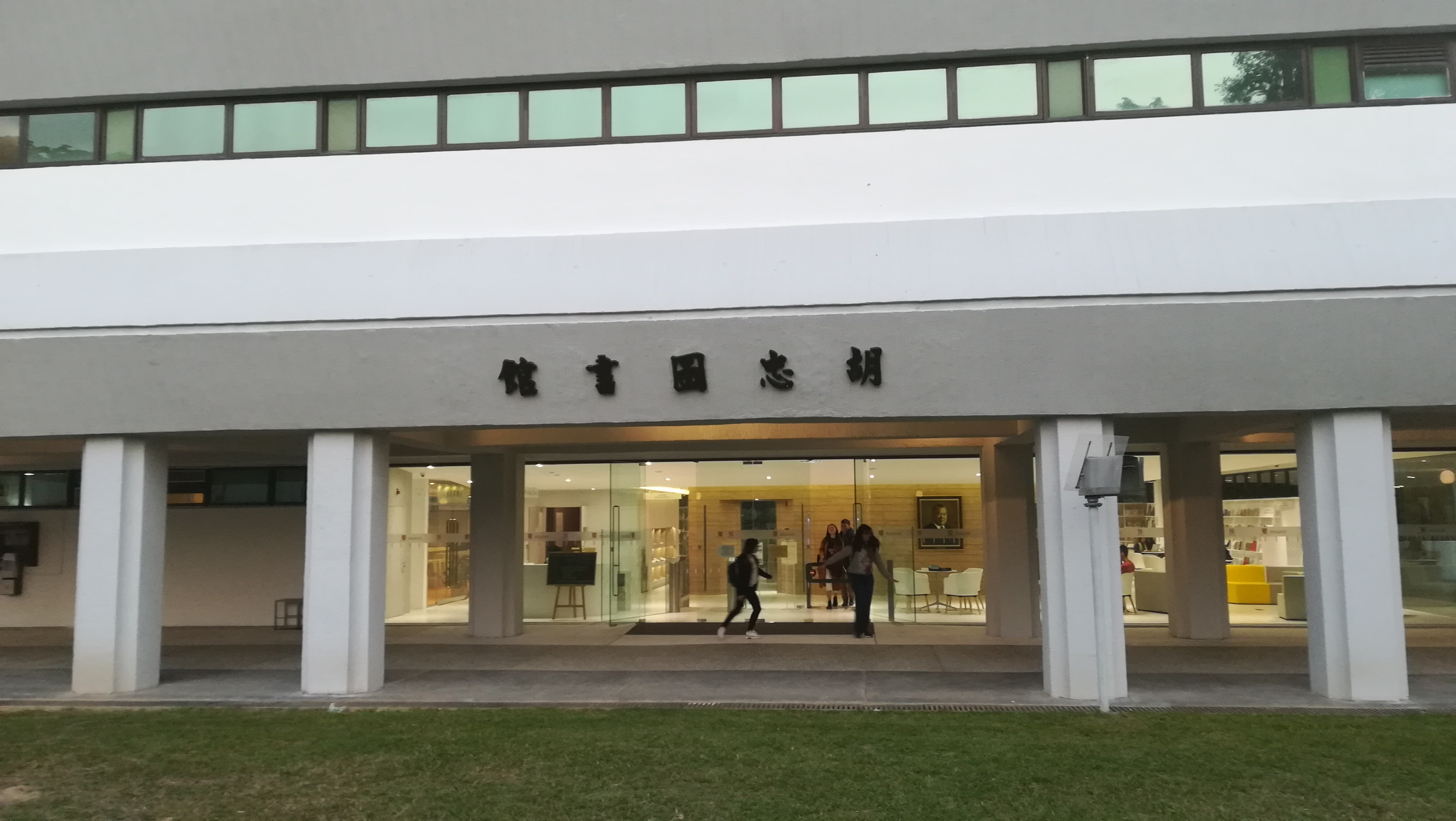
香港中文大學聯合書院胡忠圖書館

- 胡忠大廈
- 荃景圍胡忠游泳池
- 保良局胡忠中學
- 香港中文大學聯合書院胡忠圖書館
- 廣州市花都區婦幼保健院（胡忠醫院）
- 胡忠基金會（資助花都區優秀學生及教師）

## 参見
- 胡社生行
- 胡忠家族
- 胡文瀚
- 胡應洲
- 胡應湘

## 資料來源
1. 1 2 3 4  . 華僑日報第5頁. 1991年8月11日.（繁體中文）